# Воскресіння
Воскресі́ння ме́ртвих — поняття, що існує в багатьох релігіях, міфах. Є частиною уявлень про загробне життя. В християнстві догмат про воскресіння є одним з основоположних.

## У християнстві

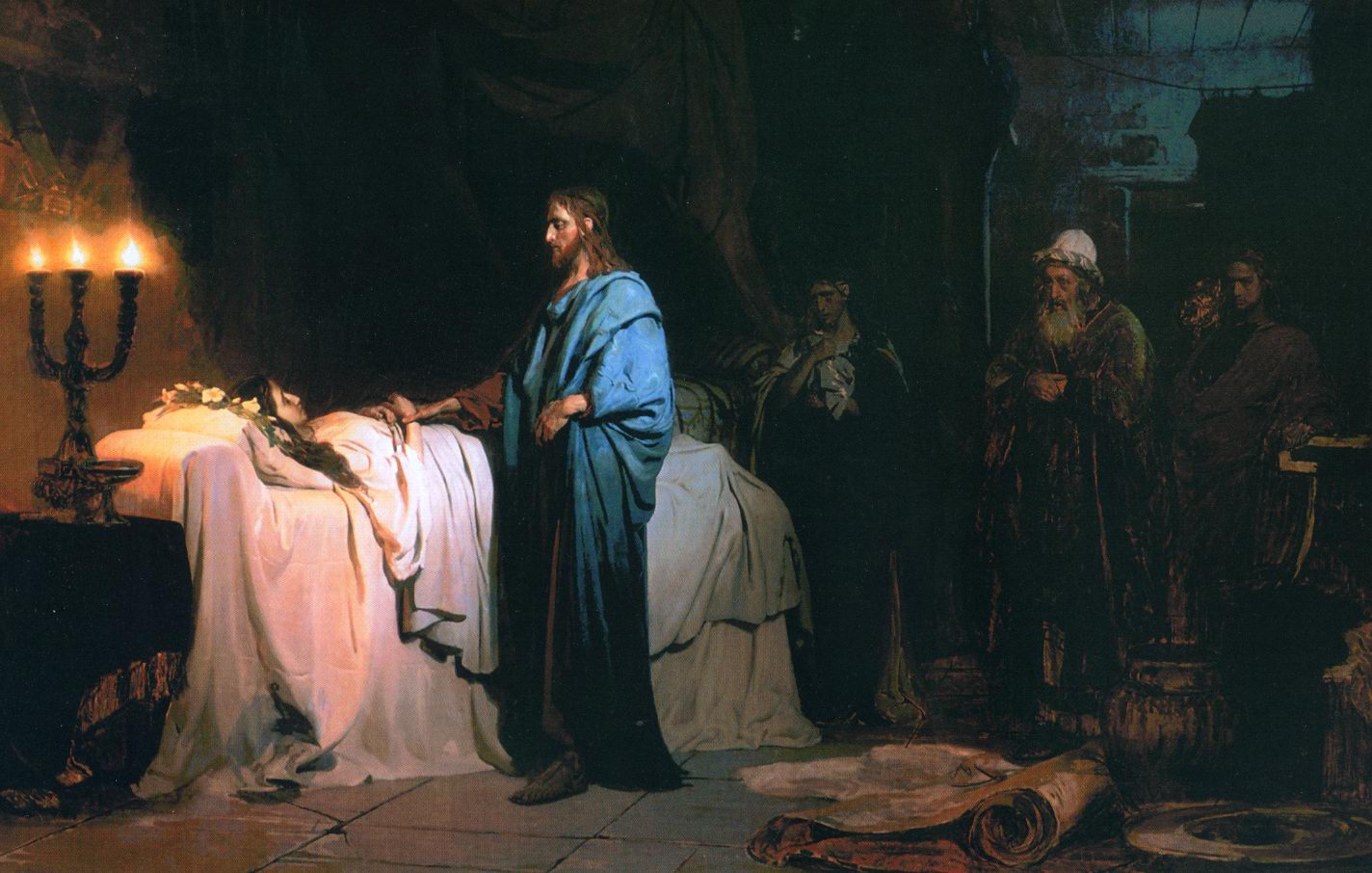
Ілля Ріпин, «Воскресіння доньки Яіра»

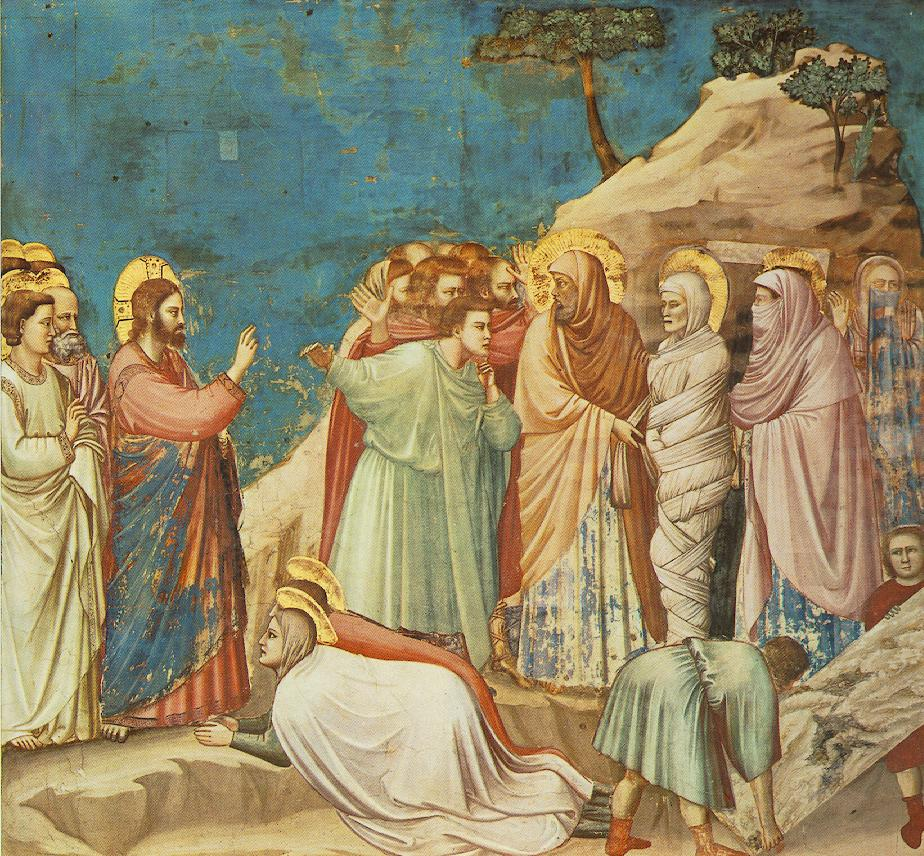
Джотто ді Бондоне, «Воскресіння Лазаря»

У Біблії описано 8 випадків воскресіння з мертвих (коли хтось воскрешав інших) і 1 випадок воскресіння (коли Ісус воскрес сам):
- Воскресіння юнака Іллею (1 Цар 17:22)
- Воскресіння дитини Єлисеєм
- Воскресіння людини дотиком до кісток Єлисея
- Воскресіння Ісусом доньки Яіра
- Воскресіння Ісусом сина вдови біля воріт Капернауму (Лк. 7:12–16)
- Воскрешення Ісусом Лазаря — до воскресіння Лазар був мертвий чотири дні й був похований у печері
- Воскресіння Христа
- Воскресіння Тавіфи Петром
- Воскресіння Євтиха Павлом
- «І багато-хто з тих, що сплять у земному поросі, збудяться, одні на вічне життя, а одні на наруги, на вічну гидоту.» (Дан 12:2)

### Приклади воскрешення святими
Вважається що Апостол Іван воскресив з мертвих 200 людей, яких небесний вогонь вбив за поклоніння ідолу. Після Вознесіння Христа, Апостол Пилип проповідуючи в Галілеї, воскресив маленьку дитину, яка померла на руках у матері.

### Пророцтво про загальне воскресіння з мертвих
1. Поправді, поправді кажу вам: Наступає година, і тепер уже є, коли голос Божого Сина почують померлі, а ті, що почують, оживуть. Бо як має Отець життя Сам у Собі, так і Синові дав життя мати в Самому Собі. І Він дав Йому силу чинити і суд, бо Він Людський Син. Не дивуйтесь цьому, бо надходить година, коли всі, хто в гробах, Його голос почують, і повиходять ті, що чинили добро, на воскресіння життя, а котрі зло чинили, на воскресіння Суду. (Ів. 5:25–29)
2. Оце ж воля Того, Хто послав Мене, щоб з усього, що дав Мені Він, Я нічого не втратив, але воскресив те останнього дня. Оце ж воля Мого Отця, щоб усякий, хто Сина бачить та вірує в Нього, мав вічне життя, і того воскрешу Я останнього дня. (Ів. 6:39–40)
3. Але признаюсь тобі, що в дорозі оцій, яку звуть вони єрессю, я Богові отців служу так, що вірую всьому, що в Законі й у Пророків написане. І маю надію я в Богі, чого й самі вони сподіваються, що настане воскресіння праведних і неправедних. (Дії 24:14–15)

Хоча будуть воскрешені ті ж самі тіла, але вони будуть обновленими — духовними. Це, знову ж таки, потрібно для повноти вічного блаженства (мук). Духовність тіл буде відповідати зміненим властивостям світу (після його кінця). Ці тіла не будуть мати грубих плотських потреб (таких як продовження роду і харчування), але будуть мати потреби нові — духовні («пити… нове вино в Царстві Отця», та інші.) Зрозуміло, що якими будуть ці потреби в дійсності ми, в даному своєму стані точно зрозуміти не можемо.

### У Православ'ї
У православ'ї, як і серед більшості християнських конфесій, віра у всезагальне тілесне «воскресіння мертвих» (11-й член Нікейсько-Царгородського Символу віри: грец. Προσδοκῶ ἀνάστασιν νεκρῶν) з'єднаються з очікуваним другим пришестям Ісуса Христа для здійснення суду над усіма людьми, що живуть і коли-небудь жили.
Необхідність відновлення тіл богословськи обґрунтовується наступним:
1. Тіло складає необхідну частину людської істоти, тому блаженство праведних (і муки грішних) було б неповним, якби їх переживали одні лише душі, без тіл.
2. Тіла творили гріхи (так як і правду) разом з душами і було б несправедливо карати за них лише душі, а тіла залишити без кари (нагороди).

Це вчення абсолютно несумісне з вченням про переселення душ. Якби душа мешкала в різних тілах, то незрозумілим було б яке тіло для неї воскрешати.

## У мунізмі
Згідно з «Викладом Принципу», що є богословським текстом Церкви об’єднання, поняття воскресіння трактується фундаментально інакше, ніж у традиційному християнстві. Воно означає не відновлення розкладеного фізичного тіла, а процес духовного відродження та поступового звільнення людини від наслідків гріхопадіння і влади сатани. Цей процес відбувається, поки людина живе на землі, і полягає у відновленні її первинних стосунків з Богом. Месія порівнюється з «Деревом життя», до якого люди, що живуть у грішному стані («дикі оливкові дерева»), можуть бути «прищеплені» через віру та практику, щоб отримати нове життя.
Вчення розрізняє воскресіння для людей на землі та для духів у духовному світі. Люди на землі досягають воскресіння, вірячи в Месію та виконуючи свою відповідальність. Їхні зусилля також допомагають у воскресінні їхніх предків у духовному світі. Духи, які померли, не можуть досягти повного відновлення самостійно. Для свого духовного росту вони повинні повернутися на землю (процес, що називається «поверненням духів») і співпрацювати з людьми, які живуть на землі, допомагаючи їм у виконанні місії. Таким чином, земна людина і дух, що співпрацює з нею, відновлюються разом.
Відповідно до цієї доктрини, біблійні уривки про воскресіння тлумачаться символічно. Наприклад, слова з Євангелія від Івана (5:28), що «всі, хто в гробах, Його голос почують», трактуються не буквально. «Гроби» тут означають нижні сфери духовного світу, де перебувають грішні духи, а «вихід з гробів» — це їхній духовний підйом. Воскресіння самого Ісуса також розглядається не як фізичне відродження його тіла, а як його поява після розп'яття у духовному тілі, яке могли бачити учні, чиї духовні чуття були відкриті.

## У грецькій міфології
- Адоніс — одне з найпоширеніших у багатьох стародавніх релігіях уявлень про померле й воскресле божество.
- Главк — віщун Поліейд помітив, що вбита змія ожила від трави, покладеної на неї іншою змією, і з допомогою цієї ж трави воскресив Главка.
- Пелоп — будучи хлопчиком, Пелопа запропонували в їжу небожителям, що збиралися на бенкет у Тантала. Проте боги зрозуміли обман і воскресили Пелопа, причому лопатка, яку з'їла Деметра, розгублена через зниклу доньку Персефону, була замінена вставкою зі слонової кістки.
- Асклепій став настільки великим лікарем, що навчився воскрешати мертвих, і люди на Землі перестали вмирати. Бог смерті Танатос, втративши здобич, поскаржився Зевсу на Асклепія, що порушив світовий порядок. Зевс погодився, що, якщо люди стануть безсмертними, вони перестануть відрізнятися від богів. Своєю блискавкою громовержець вразив Асклепія, але великий лікар не попав в царство мертвих, а став богом лікування.
- Існує легенда про Емпедокла з Агрігенти як про чудотворця незвичайної сили, який зміг воскресити жінку, що залишалась до цього місяць без дихання.

## В індуїзмі
Великий йогін Бабаджі воскресив людину, що кинулася вниз зі скелі і розбилася насмерть. Так його учень Лахірі Махасайя воскресив свого учня Раму.

## У Китаї
Найраніша оповідь про воскресіння людини міститься у документі царства Цінь що було винайдено у Фанматань, Тяньшуй, пров. Ґаньсу 天水放馬灘.
Популярний сюжет відповідного змісту маємо також у романі династії Мін «Подорож на Захід».